# Шторх, Андрей Карлович
Андре́й Ка́рлович Шторх (нем. Heinrich Friedrich von Storch; 18 февраля [1 марта] 1766, Рига — 1 [13] ноября 1835, Санкт-Петербург) — российский экономист, историк и библиограф, академик (1804), вице-президент Петербургской АН (1830). Тайный советник.

## Биография
Немец прибалтийского происхождения, уроженец Остзейского края; родился 18 февраля (1 марта) 1766 года в Риге в семье секретаря губернского правления Карла Фридриха фон Шторха. В 1778—1783 годах обучался в училище при Домском соборе в Риге. Высшее образование получал в период 1783—1787 годов в Йенском и Гейдельбергском университетах. Ему была предложена в Гейдельберге должность экстраординарного профессора по кафедре политических наук, но он решил вернуться в Россию, где мать осталась в одиночестве после смерти отца.
В 1788 году, благодаря рекомендательным письмам Н. П. Румянцева, с которым он познакомился в Германии, был назначен преподавателем Сухопутного кадетского корпуса в Санкт-Петербурге. В 1789 году было напечатано подготовленное им учебное пособие «Общие начала словесности». В 1790 году он стал помощником главы Департамента иностранных дел А. А. Безбородко.
Как отмечал В. В. Святловский профессор И. Горлов считал, что с момента появления ряда сочинений Шторха по статистике России нужно начинать летоисчисление русской статистической литературы. В 1793 году Шторх составил и издал один из первых путеводителей по российской столице «Описание Санкт-Петербурга». В нём он дал привлекательный образ города и сообщил массу любопытных сведений, которые сейчас имеют свой научный интерес для исследователей С.-Петербурга. О его популярности у современников свидетельствуют два немецкоязычных рижских издания 1793 и 1794 гг. и одно лондонское на английском языке 1801 г.. Вероятно, именно Шторх первым назвал Петербург «новой Пальмирой», а Невский проспект — «памятником мудрого и просвещенного веротерпия». Затем появились работы: «Статистический обзор наместничеств Российской империи по их достопримечательностям и культурному состоянию в таблицах» (1795), «Материалы к познанию Российской империи» в двух томах (1796—1798), «Историко-статистический обзор Российской империи в конце восемнадцатого века» в восьми томах (1797—1803). В своих работах он указывал, что уже в VIII веке через русские земли пролегал торговый путь, связывавший арабский Восток с Северной Европой, и что Рюрик, придя в Новгород, нашёл здесь выгодный торг.
В 1796 году Шторх был избран член-корреспондентом Санкт-Петербургской Академии наук, в 1804 году — академиком по отделению статистики и политической экономии; с 8 ноября 1830 года по 7 марта 1835 года был её вице-президентом. Первый академик-экономист Российской академии наук.
В 1799 году Шторх был назначен учителем дочерей Павла I. С 1801 года Шторх — чтец императрицы Марии Фёдоровны, по желанию которой в 1809 году на него было возложено преподавание курса политической экономии великим князьям Николаю и Михаилу Павловичам. На основе своих лекций он составил широко признанный современниками учебник политэкономии (1815).
По инициативе Шторха печатался журнал: «Россия в царствование Александра I. Историческое обозрение» . Оно печаталось в 1804—1808 годах в Санкт-Петербурге и Леёпциге. Вышло 27 номеров, сгруппированных в 9 томов.
Совместно с Ф. П. Аделунгом составил «Систематическое обозрение литературы в России в течение пятилетия, с 1801 по 1806 гг.» (ч. 1—2, 1810—1811), которое положило начало русской книжной статистике. Дальнейшему развитию этой работы помешала война 1812 года; однако вскоре функцию обозрения литературы продолжили многие русские журналы универсального содержания, а началом официальной государственной библиографии стала регулярная регистрация выходящей в России печатной продукции в «Журнале Министерства народного просвещения».
Был масоном, членом петербургской немецкоязычной ложи «Дубовой долины к верности».
Член 21 академии и научного общества, в том числе Вольного экономического общества.
Умер 1 (13) ноября 1835 года. Похоронен в Санкт-Петербурге на Смоленском лютеранском кладбище.

## ПолитэкономияШторха
Лекции, прочитанные Шторхом великим князьям, послужили основанием для крупнейшего труда Шторха, напечатанного на французском языке под заглавием: «Cours d' économie politique ou exposition des principes qui déterminent la prospérité des nations» (Б. и Галле, 1815; Pay издал в 1819 г. книгу Шторха на немецком языке со своими приложениями; в 1823 г. Ж. Б. Сэй перепечатал курс Шторха, снабдив его критическими примечаниями).
Курс политэкономии Шторха состоит из двух частей. Первая часть — «Теория народного богатства» представлена восемью книгами: «О производстве богатства», «О накоплении богатства или об имуществах», «О первоначальном распределении годового произведения или о доходах», «О вторичном распределении годового продукта или об обращении», «О деньгах», «О кредите», «О потреблении», «Об естественном росте национального богатства». Вторая часть «Теория цивилизации» включает две книги: «Элементы цивилизации, или Внутренние блага», «О естественном развитии цивилизации».
Считаясь в первой четверти XIX в. одним из лучших учебников по политической экономии, курс Шторха имеет особое значение в истории экономической литературы в России. Хорошо знакомый с хозяйственным и общественным строем России, Шторх иллюстрирует свои теоретические воззрения примерами из русской жизни. Он резко осуждает крепостное право, в котором видит главную причину отсталости России. В неприкрашенном виде представлены порядки русской юстиции, и отмечены расточительность и задолженность вельмож. Книга Шторха не могла по цензурным условиям появиться в русском переводе. Тем не менее, неопубликованная в России книга Шторха вывела российскую экономическую науку на мировой уровень, вызвала широкий резонанс и дискуссии в Англии, Франции, Германии, Голландии, США. В отечественной науке политэкономия Шторха оставалась долгое время в тени. Высокую оценку работ А. Шторха дал М. И. Туган-Барановский в своей статье «Экономическая наука», написанной им для «Энциклопедического словаря» Ф. А. Брокгауза и И. А. Ефрона в 1898 году.
Следуя, главным образом, Адаму Смиту, Шторх пользуется также трудами Гарнье, Ж. Б. Сэя, Сисмонди, Тюрго, Бентама. Несмотря на то, что многие страницы его курса представляют заимствование из сочинений названных авторов, автору нельзя отказать в оригинальной разработке некоторых экономических доктрин (например, учения о ценности, которая, по его мнению, создается полезностью, и учения о «невещественных» благах), а равно в самостоятельной и искусной критике многих положений Адама Смита.
Как и Адам Смит, Шторх отрицательно относится к меркантилизму и является сторонником свободы торговли. В то же время Шторх отмечает относительное историческое значение различных направлений экономической политики. По мнению Шторха, каждой ступени хозяйственного развития соответствует наиболее выгодный род деятельности: в примитивном строе всего выгоднее сельское хозяйство; по мере развития хозяйственного быта выгоды от сельского хозяйства медленнее прогрессируют, чем прибыли в других сферах деятельности, и сельское хозяйство начинает отставать от быстро растущих торговли и промышленности, причем торговля развивается раньше, чем обрабатывающая промышленность.
Шторх расходится с Адамом Смитом в определении производительного труда. По учению Шторха, блага делятся на вещественные и невещественные; совокупность первых составляет национальное богатство (фр. richesse nationale), совокупность вторых — национальную цивилизацию (фр. civilisation nationale); и те и другие вместе составляют национальное благосостояние (фр. prospérité nationale). Невещественные блага делятся на главные — здоровье, знание, ремесленная ловкость, вкус, нравственность, религиозность — и вспомогательные — безопасность и досуг. Шторх полагает, что главные невещественные блага также могут быть накопляемы и обращаемы, как и вещественные блага; отсюда следует, что труд создающих невещественные блага — например, учителей, врачей, чиновников — следует считать в такой же степени производительным, как и труд земледельца и фабричного рабочего.
По Смиту, все, кто занимаются так называемыми услугами, живёт за счет труда земледельцев и промышленных рабочих. По мнению А. К. Шторха, с одинаковым основанием можно сказать, что земледельцы и промышленные рабочие живут за счет тех, кто создает им безопасность, снабжает их знаниями и заботится об их здоровье. Отличая народный доход от частного, Шторх относит в состав народного дохода и продукты духовного труда. Сохраняя деление первичного и производного частного дохода, Шторх считает производным доходом лишь такой, который приобретается безвозмездно или неправомерно, как, например, доход, получаемый путём дарения, милостыни, обмана, воровства; в основании первичного же дохода лежит труд физический или умственный.
По вопросу о бережливости, как источнике накопления богатства, Шторх отмечает некоторую односторонность Адама Смита, рекомендующего всевозможную бережливость с целью обращения чистого народного дохода на производительные отрасли труда. По Шторху, богатство заключается не в сокращении потребностей, а в возможности удовлетворения наибольшего их числа; сокращение потребностей ведет к одичанию и бедности; с умножением потребностей растет и производительность труда.
В истории мировой экономической мысли научная заслуга Шторха состоит в том, что он впервые выделил в политэкономии две теоретические части: теорию народного богатства и теорию цивилизации.
Шторх сформулировал свой закон земельной ренты, согласно которому величину ренты определяют наиболее плодородные участки:

Рента самых плодородных земель определяет размер ренты всех других земель, находящихся в конкуренции с самыми плодородными землями. До тех пор, пока продукта самых плодородных земель достаточно для удовлетворения спроса, менее плодородные земли, конкурирующие с самыми плодородными, не могут обрабатываться или, по крайней мере, не дают ренты. Но как только спрос начинает превышать то количество продукта, которое могут доставлять плодородные земли, цена продукта повышается и становится возможным обрабатывать менее плодородные земли и получать с них ренту.
На этот закон Шторха ссылался Карл Маркс.

## Семья
Жена: Вильгемина фон Шторх (02.08.1778—26.05.1863). У них было семеро детей:
- Мария (1800—1863)[10]
- Пётр (1802—1847)[10]
- Елена (1803—1864), в замужестве Линельфорс[11]
- Александр (1804—1870) — поручик Гренадерского полка, участник восстания декабристов на Сенатской площади
- Константин (1811—1870) — выпускник Царскосельского лицея; служил в министерстве финансов
- Екатерина (1810—1892)[10]
- Николай (1816—1877) — действительный тайный советник